# Partia Razem
Partia Razem ("Partij Samen") is een linkse politieke partij in Polen, die op 16 mei 2015 werd opgericht uit ontevredenheid over de situatie op politieke linkervleugel in Polen. Naar de mening van de initiatiefnemers konden de twee grootste linkse partijen in het Poolse parlement (de SLD en Twój Ruch) geen aanspraak maken op het predicaat "links" en was links daarom al geruime tijd niet of nauwelijks meer in het parlement vertegenwoordigd. Onder de initiatiefnemers waren vooral voormalige leden van de Groenen en de Młodzi Socjaliści ("Jonge Socialisten"). De partij heeft een duidelijk sociaaldemocratisch profiel en wordt wel vergeleken met de Spaanse partij Podemos en de Griekse partij SYRIZA.
Razem was een van de acht partijen die in alle kieskringen deelnamen aan de verkiezingen voor de Sejm op 25 oktober 2015. Daarbij behaalde de partij 3,62% van de stemmen en bleef daarmee beneden de kiesdrempel van 5%. De partij had geen kandidaten voor de Senaat. Doordat ook de alliantie Zjednoczona Lewica ("Verenigd Links"), waartoe onder andere de SLD en Twój Ruch behoorden, de kiesdrempel niet haalde, was er na de verkiezingen in het Poolse parlement geen enkele linkse partij meer vertegenwoordigd. 
De partij wordt geleid door een achtkoppig bestuur, waarbinnen verder geen hiërarchie of taakverdeling bestaat. De meest opvallende persoonlijkheid daarbinnen is de historicus Adrian Zandberg, een voormalige voorzitter van de jongerenorganisatie van de Unia Pracy ("Unie van de Arbeid") en medeoprichter van de Unia Lewicy ("Unie van Links"), die de partij vertegenwoordigde tijdens een lijsttrekkersdebat op 20 oktober.
Partia Razem moet niet worden verward met Polska Razem ("Polen Samen"), een rechtse politieke partij die nauw met de PiS samenwerkt.